# Bruchidius fulvipes
Bruchidius fulvipes là một loài bọ cánh cứng trong họ Bruchidae. Loài này được Roelofs miêu tả khoa học năm 1879.